# 法岱特 (阿拉巴馬州)
法岱特（英語：Fadette）是一個位於美國阿拉巴馬州傑尼瓦縣的非建制地區。該地的面積和人口皆未知。

## 地理
法岱特的座標為31°02′41″N 85°32′15″W / 31.04472°N 85.537500°W，而該地最高點為海拔高度77米（即253英尺）。